# He Did and He Didn't (film 1916 Arbuckle)
He Did and He Didn't è un cortometraggio muto statunitense del 1916 diretto e interpretato da Roscoe Arbuckle.

## Trama
un dottore di classe agiata è sposato con una donna apparentemente fragile e malinconica. La vicenda si apre con la coppia che si prepara per una cena elegante. L’atmosfera domestica, però, è tutt’altro che serena: la loro relazione è marcata da freddezza, sarcasmo e una dose di malcelata ostilità. Il dottore si mostra scostante verso la moglie, e i piccoli gesti quotidiani tra i due assumono toni grotteschi e surreali. Durante i preparativi, il dottore si ferisce le dita in un cassetto, proprio mentre la moglie chiama il maggiordomo per aiutarlo il quale trovando il padrone inginocchiato, il maggiordomo crede stia pregando e si unisce a lui, venendo poi brutalmente cacciato via. A turbare ulteriormente l’equilibrio già precario della coppia è l’arrivo di un vecchio compagno di scuola di Mabel. L’incontro tra i due suscita subito la gelosia del marito. Mentre i tre si siedono a cena, a base di aragosta, Mabel scherzosamente esclama: “Non dormiremo un attimo”, frase che si rivelerà sinistra. Il dottore viene chiamato via per un’emergenza che si rivela una trappola: serve a far entrare un ladro in casa. Mentre il medico è fuori, sua moglie e l'amico restano soli, creando un clima di tensione e ambiguità. Quando il ladro viene scoperto, la situazione degenera in caos frenetico. il dottore rientra proprio nel momento peggiore: trova l'ospite nella stanza della moglie, e preso dall’ira lo caccia via. Poi, in un accesso di rabbia cieca, afferra la moglie e tenta di strangolarla, lasciandola a terra svenuta ma lei riprende i sensi e riesce a sparargli, facendolo precipitare giù per le scale. Tuttavia, ciò che sembra un dramma domestico violento si rivela qualcosa di diverso: la realtà prende una piega surreale e notturna. Il film gioca con i confini tra sogno e realtà, tra gelosia e desiderio represso, con una sequenza di immagini che trasformano la vicenda in una sorta di incubo espressionista.